# Відносне звуження

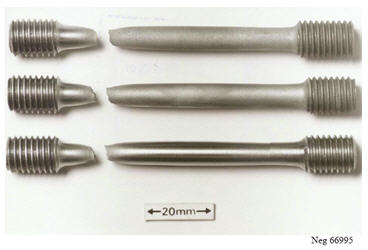
Відносне звуження циліндричних зразків після руйнування при розтягуванні осьовим зусиллям

Відно́сне зву́ження (після розриву) {\displaystyle \psi } (англ. reduction of area) — відношення зменшення площі поперечного перерізу в місці розриву зразка до початкової площі його поперечного перерізу, виражене у відсотках.
При розтягуванні циліндричного зразка з пластичного матеріалу руйнуванню передує втрата стійкості, при якій рівномірне видовження і зменшення поперечного перерізу змінюються з утворенням так званої шийки, що проявляється на відносно невеликій ділянці зразка. Настання втрати стійкості пластичного деформування матеріалу залежить від чутливості напружень пластичної течії матеріалу до швидкості деформування, а також від інтенсивності перебігу взаємоконкуруючих явищ деформаційного зміцнення матеріалу та знеміцнення зразка від зменшення площі поперечного перерізу в результаті пластичного деформування.
Така локальна деформація оцінюється величиною відносного умовного звуження (зменшення перерізу):
{\displaystyle \psi ={\frac {F_{0}-F_{B}}{F_{0}}}\cdot 100\%,}
де {\displaystyle F_{0}} — площа початкового перерізу зразка;
{\displaystyle F_{B}} — площа перерізу зразка в шийці на момент руйнування).
Наприклад, для пластичної вуглецевої сталі Ст2 відносне звуження становить {\displaystyle \psi }= 55…65 %.
Відносне звуження характеризує граничну пластичність матеріалу при одновісному розтягу. Ця характеристика є певною мірою умовною, оскільки зменшення площі поперечного перерізу зразка у виразі відноситься до початкової площі поперечного перерізу. Насправді пластична деформація і зменшення площі поперечного перерізу відбувається відносно площі, яка неперервно змінюється. Позначивши через {\displaystyle d\psi } зменшення площі поперечного перерізу {\displaystyle \psi } зразка в даний момент випробування, знаходимо дійсне (істинне або логарифмічне) відносне звуження:
{\displaystyle {\bar {\psi }}=-\int _{F_{0}}^{F_{B}}{\frac {d\psi }{\psi }}=\ln {\frac {F_{0}}{F_{B}}}=\ln {\frac {F_{0}}{F_{0}-\Delta F}}=\ln {\frac {1}{1-\psi }}}
Для величин деформацій відносного звуження менших за 10 % різниця між умовним і дійсним його значеннями не перевищує 0,5 %.